# شمس الدين الأنبابي
محمد بن محمد بن حسين الأنبابي، شمس الدين (1240 - 1313 هـ / 1824 - 1896 م) فقيه شافعي وشيخ الأزهر الشريف. نسب إلى أنبابة، المعروفة الآن باسم إمبابة.

## ولايته لمشيخة الأزهر
في يوم الأحد التاسع عشر من شهر المحرم سنة 1299 هـ/ 1881 م تم تعيينه شيخًا للأزهر أثناء الثورة العرابية، ولم تطل مدة ولايته لمشيخة الأزهر في هذه الفترة؛ لأنه قدَّم استقالته إثر حوادث الثورة العرابية، وذلك لما لاحظ إقبال الخديوي توفيق على الإمام الشيخ المهدي العباسي.
وفي اليوم الثالث عشر من شهر ربيع الأول سنة 1304 هـ/ 1886 م، صدر قرار بإعادة تعيينه شيخًا للأزهر، وظل قائمًا بالمشيخة تسع سنوات حتى استقال منها لما ضعفت صحته وأصيب بشلل سنة 1311 هـ فعيَّن الخديوي الشيخ حسونة النواوي وكيلا له ليحمل عنه أعباء الأعمال، ولما قنط الشيخ الإمام من الشفاء قدَّم استقالته، فقبلها الخديوي مراعاة لحالته الصحية.

## مؤلفاته
من آثاره:
- «حاشية على رسالة الصبان».
- «تقرير على حاشية السجاعي على شرح القطر لابن هشام».
- «الصياغة في فنون البلاغة».[2]